# Sten Axelsson Banér
Sten Axelsson Banér, född 1546 och avrättad den 20 mars 1600 vid Linköpings blodbad, var ett svenskt riksråd. 

## Biografi
Sten Axelsson Banér föddes 1546 och var son till hövitsmannen Axel Nilsson (Banér) och Margareta Pedersdotter (Bielke). Han blev i november 1558 student vid Rostocks universitet och 19 november 1562 vid Greifswalds universitet. Från 1566 till 1567 var han hövitsman på skeppet Jägaren och deltog 1568 i Nordiska sjuårskriget mot Danmark.
Vid 24 års ålder utnämndes han till riksråd. Erik XIV misstänkte honom för förrädiska stämplingar och han fängslades tillsammans med Sturarna på Svartsjö slott och fördes 1567 till Uppsala för att ställas inför rätta. Av ren slump räddades hans liv, när Erik XIV, hade sagt att herr Sten skulle skonas. Vakten, som inte visste vem av Sten Banér eller Sten Eriksson Leijonhufvud kungen avsåg, lät dem båda leva. 
När hertigarna gjorde uppror mot Erik XIV, gick Sten och hans bror Gustav Axelsson Banér över på deras sida, och fick kung Johan III gunst fram till ett par år före hans död. En skrift, som bröderna skrivit tillsammans med adeln, och som skildrade den stora nöden i landet, misshagade kungen och kort därefter dömdes de för stämplingar mot kungamakten av ständerna. De dömdes att mista sina ämbeten, men fick tillbaka dem av den döende kungen med löfte om att de skulle i framtiden visa hans son Sigismund lydnad och trohet. 
När brytningen mellan Karl och Sigismund blivit ett faktum gick bröderna Banér över till kungen i Polen och följde honom sedan på hans tåg till Sverige. Nederlaget i slaget vid Stångebro 1598 rycktes Sveriges krona från Sigismunds huvud och de rådsherrar, som var honom trogna, hamnade i hertigens våld. Sten Banér var Sveriges "chefsförhandlare" vid freden i Teusina 1595.
Vid Linköpings riksdag 1600 ställdes de fångna rådsherrarna inför domstol, de redan förlåtna förbrytelserna från kung Johans dagar togs åter upp och hertig Karl beskyllde dem för att; "hafva brutit Söderköpings riksdagsbeslut, stått honom efter välfärd, ära och lif, samt dragit utländsk här in i landet."
Karl uppträdde under rättegången som åklagare och anklagade rådsherrarna för förräderi. Några av dem föll på knä, erkände sig skyldiga och benådades. De övriga dömdes till döden. 
Skärtorsdagen den 20 mars 1600 verkställdes avrättningarna av de dömda. Först avrättades Gustav Axelsson Banér och Erik Larsson Sparre. Sten Banér, som bevittnat bådas avrättning och för var och en av dem utropat: "Gud vare din själ nådig!" steg därpå fram, knäböjde och bad Gud förlåta honom hans synder. Sedan han tagit av kläderna sade han med hög och tydlig röst: "På dig hoppas jag, o Herre! Du låter mig icke komma på skam till evig tid!" och så föll hans huvud.
Sten Banér är begravd i den s.k. Händelögraven i Sankt Johannes gamla kyrka i Norrköping.

### Familj
Banér gifte sig första gången 31 augusti 1571 på Vinäs med friherrinnan Margareta Grip. Hon var dotter till krigsöversten Birger Nilsson (Grip) och Brita Joakimsdotter Brahe. Margareta Grip var änka efter riddaren Erik Månsson (Natt och Dag).
Banér gifte sig andra gången med Ingeborg Claesdotter/Åkesdotter (Tott) (1563–1614). Hon var dotter till ståthållaren Clas Åkesson (Tott) och Ingeborg Carlsdotter (Gyllenstierna) i Finland.